# Landsmannschaft der Bessarabiendeutschen

Wappen der Bessarabiendeutschen

Die Landsmannschaft der Bessarabiendeutschen e. V. war ein Vertriebenenverband. Sie wurde am 23. Oktober 1949 als die Gemeinschaft der deutschen Siedler aus Bessarabien gegründet. Ab 1958 trug sie die Bezeichnung Landsmannschaft und war Mitglied im Bund der Vertriebenen. Bundesvorsitzende waren Christian Fieß (1976 bis 1982) und Edwin Kelm (1982 bis 2004). 2006 ging die Landsmannschaft im neu gegründeten Bessarabiendeutschen Verein auf, der durch die Fusion der bisherigen bessarabiendeutschen Vereinigungen entstand.
Im Gegensatz zu den Angehörigen anderer Landsmannschaften gab es für die Bessarabiendeutschen keine Vertreibung aus ihrer Heimat. Sie schlossen sich im Oktober 1940 freiwillig der Umsiedlung ins Deutsche Reich an, nachdem Bessarabien im Juni 1940 von der Sowjetunion militärisch besetzt wurde. Eine Rückgabe der verlorenen Heimat wurde nie eingefordert.

## Aufgaben und Sitz
Die Landsmannschaft hatte ihren Sitz in Stuttgart und war seit 1960 gemeinsam  mit dem Heimatmuseum der Bessarabiendeutschen im Haus der Bessarabiendeutschen untergebracht. Ihre Aufgaben waren:
- Vertretung der Volksgruppe in der Öffentlichkeit
- Erhaltung der geschichtlichen und kulturellen Tradition, die Bessarabiendeutsche in 125-jährigem Auslandsaufenthalt entwickelten
- Durchführung von Veranstaltungen, wie Bundestreffen, Kulturtage, Treffen bessarabischer Heimatorte
- Empfang von Repräsentanten und Delegationen aus Staaten auf dem Boden des früheren Bessarabiens, heute Ukraine und Moldawien
- Aufbau und Pflege von Beziehungen zu den heutigen Bewohner Bessarabiens

## Verbundene Vereinigungen
Die Landsmannschaft war früher eng verbunden mit den bessarabiendeutschen Vereinigungen:
- Hilfskomitee der Evangelisch-lutherischen Kirche aus Bessarabien
- Heimatmuseum der Bessarabiendeutschen
- Alexander-Stift (Diakonische Altenpflegeeinrichtung)

Koordinaten: 48° 47′ 3,9″ N, 9° 12′ 24,3″ O